# Józef Kowalczyk (duchowny ormiańskokatolicki)
Józef Kowalczyk (ur. 15 kwietnia 1951 w Gościmiu) - ksiądz katolicki, birytualista, kercharkeli, duszpasterz Ormian w Polsce, proboszcz ormiańskokatolickiej parafii personalnej w Gliwicach w latach 1992–2004.

## Życiorys

### Posługa duszpasterska
W 1977 r. ukończył studia filozoficzno-teologiczne w Wyższym Seminarium Duchownym w Paradyżu z tytułem magistra teologii na Katolickim Uniwersytecie Lubelskim i otrzymał święcenia kapłańskie w katedrze gorzowskiej z rąk biskupa Wilhelma Pluty. Odbył studia w Papieskim Kolegium Ormiańskim w Rzymie. Po zdobyciu wyższego wykształcenia przebywał w Libanie, gdzie zgłębiał w praktyce liturgię w rycie libańskim oraz gdzie otrzymał święcenia kapłańskie w obrządku ormiańskim. W 1985 został rektorem kościoła Trójcy Świętej w Gliwicach oraz opiekunem wspólnoty katolików obrządku ormiańskiego na Górnym Śląsku.
W początkowym okresie jako administrator sumiennie wywiązywał się ze swoich obowiązków. Jego staraniem odremontowano świątynię ormiańską i koronowano obraz Matki Boskiej Łysieckiej. Ksiądz Kowalczyk podjął się również promocji wśród Polaków wiedzy o diasporze ormiańskiej w Polsce.
W 1992 po śmierci prałata Kazimierza Filipiaka został mianowany duszpasterzem Ormian w Polsce. W 1995 z jego inicjatywy powołano Związek Ormian w Polsce im. Józefa Teodorowicza. Pozyskano kamienicę w Gliwicach, w której zamierzano urządzić muzeum ormiańskie. Parafia zaczęła prowadzić sklep tekstylny, z którego czerpała pieniądze na swoje utrzymanie. 
Za zasługi dla Kościoła katolickiego obrządku ormiańskiego w Polsce patriarcha Jan Piotr XVIII w 1997 podniósł go do godności kercharkeli.

### Napięcia z diasporą ormiańską
Od lat dziewięćdziesiątych XX wieku ksiądz Józef Kowalczyk mimo zasług dla diaspory ormiańskiej w Polsce zaczął postępować nie po myśli wiernych, którymi się opiekował. Wprowadził reformy religijne mające upodobnić Kościół ormiański w Polsce do innych wspólnot ormiańskokatolickich. Starał się upowszechnić mało znany na ziemiach polskich ryt libański i zrezygnował z odprawiania mszy w języku polskim na rzecz języka staroormiańskiego (grabar). 
Od 1993 popadł w konflikt z wiernymi obrządku ormiańskiego z Gdańska gdy próbował przejąć wota i pamiątki ormiańskie zgromadzone w kościele św. Piotra i Pawła w Gdańsku. W 1999 wdał się w ponowny spór z parafią gdańską gdy chciał wywieźć z Gdańska obraz Matki Boskiej Łaskawej. Za swoje postępowanie na szkodę wiernych ormiańskich w latach 2000–2001 został suspendowany.
Po rocznym pobycie za granicą i zdjęciu nałożonej na niego kary kościelnej powrócił do parafii gliwickiej i jeszcze kilka lat nią administrował. Podjął się zbiórki pamiątek ormiańskich na rzecz organizowanego muzeum. Pracował jako wykładowca w Akademii Polonijnej.

### Odwołanie z funkcji duszpasterza Ormian
W połowie 2004 poinformował nagle prymasa Polski o wygaśnięciu parafii personalnej obrządku ormiańskiego w Gliwicach. Nie informując o niczym diaspory ormiańskiej na Górnym Śląsku sprzedał majątek parafii i wyjechał z Gliwic zabierając ze sobą wiele zgromadzonych na rzecz muzeum eksponatów.
Zaniepokojeni sytuacją wierni obrządku ormiańskiego podjęli jego poszukiwania oraz zgłosili nadużycia u władz kościelnych. 15 lipca 2004 roku i 12 listopada 2004 kardynał Józef Glemp wydał dekrety, w których odwołał księdza Józefa Kowalczyka ze stanowiska duszpasterza Ormian w Polsce i powołał w jego miejsce księży Tadeusza Isakowicza-Zaleskiego oraz Artura Avdalyana.
Pod koniec 2004 został odnaleziony w Świebodzinie, gdzie mieszkał pełniąc posługę księdza rzymskokatolickiego w jednej z tamtejszych parafii. W 2008 za przywłaszczenie sobie pieniędzy i rzeczy należących do wiernych parafii ormiańskiej w Gliwicach został skazany na 4 lata więzienia.
Od 2006 jest rezydentem w diecezji zielonogórsko-gorzowskiej, gdzie w latach 2006–2008 posługiwał jako kapłan obrządku łacińskiego w parafii w Rokitnie, od 2008 mieszka w Domu Księży Emerytów w Zielonej Górze, gdzie w latach 2013–2019 pełnił posługę duszpasterską wśród wiernych uczestniczących w nadzwyczajnej formie rytu rzymskiego.
W 2011 przebywał w zakładzie karnym.